# انجمن پیشبرد هوش مصنوعی
انجمن پیشبرد هوش مصنوعی یا تریپل‌ای‌آی (Association for the Advancement of Artificial Intelligenc - AAAI) جامعه‌ای علمی، غیر انتفاعی، و بین‌المللی است.